# Ceradenia comorensis
Ceradenia comorensis är en stensöteväxtart som först beskrevs av Bak., och fick sitt nu gällande namn av Barbara S. Parris. Ceradenia comorensis ingår i släktet Ceradenia och familjen Polypodiaceae. Inga underarter finns listade.